# Alveolární souhláska
Alveolára, též prealveolára, dásňová, předodásňová či zubodásňová souhláska či dásňovka, je zvuk, který je při řeči tvořen přiblížením nebo kontaktem jazyka s přední částí dásňového oblouku (prohlubně v horní čelisti, v nichž jsou uloženy zuby, lat. prae = před, alveoli = sklípky).
Alveolární souhlásky v češtině jsou d, l, n, r, ř, s, t, z, c.